# 布格温德海姆
布格温德海姆是德国巴伐利亚州的一个市镇。总面积37.38平方公里，总人口1374人，其中男性718人，女性656人（2011年12月31日），人口密度37人/平方公里。